# Дженсен, Кенли
Кенли Джеронимо Дженсен (англ. Kenley Geronimo Jansen, 30 сентября 1987, Виллемстад, Кюрасао) — нидерландский бейсболист, клоузер клуба Главной лиги бейсбола «Лос-Анджелес Доджерс». Трижды участвовал в Матче всех звёзд лиги. В 2016 и 2017 годах признавался лучшим реливером Национальной лиги. Победитель Мировой серии 2020 года.

## Биография

### Ранние годы
Кенли Дженсен родился 30 сентября 1987 года в Виллемстаде. Он младший из трёх детей в семье. Дженсен говорит на пяти языках: нидерландском, английском, испанском, французском и папьяменто. В бейсбол он начал играть вместе с братьями в возрасте шести лет. Кенли начинал с позиции аутфилдера, затем играл на месте шортстопа, игрока третьей базы и кэтчера. В детстве его партнёром по играм был будущий игрок Главной лиги бейсбола Андрелтон Симмонс.
В 2005 году Дженсен в статусе международного свободного агента подписал контракт с клубом «Лос-Анджелес Доджерс». До 2009 года он играл в младших лигах за «Галф-Кост Доджерс», «Огден Рэпторз» и «Грейт-Лейк Лунс» на позиции кэтчера. В сезоне 2008 года показатель отбивания Кенли составил 22,7 %, в семидесяти девяти матчах он выбил девять хоум-ранов.
Весной 2009 года Кенли был включён в состав сборной Нидерландов на игры Мировой бейсбольной классики. Он сыграл в пяти матчах турнира. Перед началом чемпионата его перевели в состав «Инланд Эмпайр Сиксти Сиксерс», где он сменил игровое амплуа. Дженсен провёл за команду двенадцать игр в качестве реливера, его показатель пропускаемости составил 4,39. Там же он начал следующий сезон. До второй половины июля Кенли сыграл в тридцати трёх матчах, одержал пять побед при одном поражении, а пропускаемость снизилась до 1,60. В конце месяца его перевели в основной состав «Доджерс» и он дебютировал в Главной лиге бейсбола. В первом для себя сезоне на высшем уровне Дженсен принял участие в двадцати пяти играх и сделал четыре сейва.

### Главная лига бейсбола
В 2011 году он провёл за команду 80,2 иннинга с пропускаемостью 2,12 и сделал девять сейвов. В следующем сезоне Дженсен занял место клоузера команды. В шестидесяти пяти играх сезона 2012 года он сделал двадцать пять сейвов. В течение двух лет он испытывал проблемы с сердцем и в октябре перенёс хирургическое вмешательство для восстановления нормального сердечного ритма.
В марте 2013 года Кенли снова был приглашён в состав сборной Нидерландов для участия в Мировой бейсбольной классике. Перед началом регулярного чемпионата он уступил место клоузера Брэндону Лигу, но уже в мае снова начал закрывать игры команды. За сезон Дженсен сделал двадцать восемь сейвов, а его показатель пропускаемости составил 1,88. В играх плей-офф, где «Доджерс» проиграли Чемпионскую серию Национальной лиги «Сент-Луису», он сыграл не так удачно, в двух матчах позволив соперникам набрать победные раны. В 2014 году Кенли закрепился в статусе одного из лучших реливеров в лиге, второй год подряд сделав более ста страйкаутов. В августе он сделал сотый сейв в карьере, а всего за сезон успешно закрыл сорок четыре игры. 
В начале 2015 года Дженсен пропустил тридцать четыре матча, восстанавливаясь после операции на левой ноге. Вернувшись на поле, в первых шестнадцати играх он позволил соперникам набрать всего один ран. Всего за сезон он сделал тридцать шесть сейвов. В Дивизионной серии плей-офф «Доджерс» уступили «Нью-Йорк Метс» со счётом 2:3. Кенли сделал сейвы в обоих выигранных матчах. Всего в играх плей-офф у него их стало пять — лучший результат в истории клуба. В следующем сезон он впервые в карьере получил приглашение на Матч всех звёзд лиги. По ходу чемпионата Дженсен установил личный рекорд, сделав сорок семь сейвов, а также стал рекордсменом клуба по их общему числу. превзойдя достижение Эрика Ганье. По итогам года журнал Sporting News включил Кенли в символическую сборную звёзд Национальной лиги.
После окончания чемпионата 2016 года он получил статус свободного агента. В феврале следующего года Дженсен подписал новый контракт. Срок соглашения составил пять лет, общая сумма — 80 млн долларов. В чемпионате 2017 года он сделал сорок один сейв, став вторым в истории клуба питчером, делавшим не менее сорока сейвов в трёх сезонах. «Доджерс» вышли в Мировую серию, где уступили «Хьюстон Астрос». Дженсен сыграл в тринадцати из пятнадцати игр плей-офф с пропускаемостью 1,62.
В 2018 году Кенли сделал тридцать восемь сейвов, став вторым в Национальной лиге по этому показателю. В июле он в третий раз подряд получил приглашение на Матч всех звёзд лиги. В августе он пропустил две недели из-за возобновившихся проблем с сердцем. От игр он был отстранён во время выезда команды в высокогорный Денвер. На поле Кенли вернулся в середине сентября. Он также принял участие в играх плей-офф, где «Доджерс» снова вышли в Мировую серию и проиграли «Бостон Ред Сокс».